# College Park Skyhawks
I College Park Skyhawks sono una squadra di pallacanestro di College Park, in Georgia, che milita nella NBA Development League, il campionato professionistico di sviluppo della National Basketball Association.

## Storia
Nacquero nel 2017 come Erie BayHawks per sostituire l'omonima squadra trasferitasi in Florida con la denominazione di Lakeland Magic. Nel 2019 si spostarono in Georgia assumendo l'attuale denominazione.

## Record stagione per stagione
| Stagione              | Division       | Regular season | Regular season | Regular season | Regular season | Play-off |
| Stagione              | Division       | Piazzamento    | Vittorie       | Sconfitte      | %              | Play-off |
| --------------------- | -------------- | -------------- | -------------- | -------------- | -------------- | --- |
| Erie BayHawks         |                |                |                |                |                | |
| 2017-18               | Southeast      | 1°             | 28             | 22             | 56,0           | vincono 1º turno (Lakeland) 96-90 vincono semifinali Conference (Fort Wayne) 119-116 perdono finali Conference (Raptors) 106-118 |
| 2018-19               | Southeast      | 4°             | 24             | 26             | 48,0           | |
| College Park Skyhawks |                |                |                |                |                | |
| 2019-20               | Southeast      | 3°             | 20             | 23             | 46,5           | |
| Regular season        | Regular season | Regular season | 72             | 71             | 50,3           | |
| Play-off              | Play-off       | Play-off       | 2              | 1              | 66,7           | |